# Карл фон Насау-Саарбрюкен
Карл Лудвиг фон Насау-Саарбрюкен (на немски: Karl Ludwig von Nassau-Saarbrücken; * 6 януари 1665, Саарбрюкен; † 6 декември 1723, Идщайн) е граф на Насау-Саарбрюкен (1713 – 1723).

## Живот
Той е втори син на граф Густав Адолф фон Насау-Саарбрюкен (1632 – 1677) и графиня Елеанора Клара фон Хоенлое-Нойенщайн (1632 – 1709), дъщеря на граф Крафт VII фон Хоенлое-Нойенщайн-Вайкерсхайм.
Карл Лудвиг наследява като граф по-възрастния си брат Лудвиг-Крафт след смъртта му през 1713 г. На 22 април 1713 г. той се жени за графиня Кристиана фон Насау-Отвайлер (1685 – 1761). Раждат им се две деца, но и двете умират на много ранна възраст:
- Фридрих фон Насау-Саарбрюкен (1718 – 1719)
- Лудвиг фон Насау-Саарбрюкен (1720 – 1721)

След смъртта му графството Насау-Саарбрюкен наследява Фридрих Лудвиг фон Насау-Отвайлер – баща на жена му. Кристиана Шарлота се омъжва повторно, на 17 октомври 1728 г. в Саарбрюкен, за ландграф Фридрих Якоб фон Хесен-Хомбург (1673 – 1746).
По-късно е издигнат паметник в чест на Карл Лудвиг.